# A Little Trip to Heaven
A Little Trip to Heaven (Verdades ocultas, en España, y Un viaje al cielo, en Argentina) es una película de suspenso protagonizada por Forest Whitaker, Julia Stiles y Jeremy Renner y dirigida por Baltasar Kormákur.

## Argumento
Abe Holt (Forest Whitaker), un investigador de una agencia de seguros, debe trasladarse a un remoto pueblo de Minnesota para investigar la muerte de Kelvin, un conocido estafador que supuestamente ha fallecido en un accidente de tráfico dejando a su hermana Isold (Julia Stiles) como beneficiaria de su seguro de vida.

## Reparto
| Actor           | Personaje     |
| --------------- | ------------- |
| Forest Whitaker | Abe Holt      |
| Jeremy Renner   | Fred McBride  |
| Julia Stiles    | Isold McBride |
| Peter Coyote    | Frank         |

- Datos: Q300461